# 岡畑恵雄
岡畑 惠雄（おかはた よしお、1947年 - ）は日本の科学者。工学博士（九州大学）。

## 経歴
1970年同志社大学工学部工業化学科卒業。1972年同志社大学大学院工業化学専攻修士課程修了。1972年九州大学助手、1979年九州大学講師、1980年マサチューセッツ大学客員研究員、1980年カリフォルニア大学客員研究員。1982年東京工業大学助教授、1992年同大学教授ののち解雇。
1994年、高分子学会バイオ高分子研究会委員長。1995年、日本化学会生体関連機能化学部会運営委員長。
1982年（昭和57年）日本化学会進歩賞。1993年（平成5年）、日本IBM科学賞。1995年（平成7年）、高分子学会賞。2000年（平成12年）、手島記念研究発明賞。2001年（平成13年）中小企業優秀新技術・新製品賞。
岡畑は2014年1月に東京工業大学から懲戒解雇相当という処分を受けた。その後、2014年11月15日、研究費の名目で約1490万円を詐取した疑いがあるとして、関係者3人と合わせて警視庁に逮捕された。

## 研究・著作
- 博士論文「二官能性高分子触媒による加水分解に関する研究」1977年
- 『超臨界流体中での脂質修飾酵素を用いる物質生産プロセス』（文部科学省科学研究費補助金研究成果報告書）1999年
- 『表面プラズモン共鳴型水晶発振子の開発と複雑系生体分子間相互作用の定量化』（文部科学省科学研究費補助金研究成果報告書）2003年